# Voice of Europe
Voice of Europe (übersetzt „Stimme Europas“) ist ein mehrsprachiges Nachrichtenportal, das als Medium der russischen Propaganda dient. Das Portal veröffentlicht Beiträge gegen eine weitere Unterstützung der Ukraine nach dem russischen Überfall auf das Land und führte Interviews mit zahlreichen rechten und rechtsextremen Politikern. 
Voice of Europe (VoE) soll laut einem Medienbericht, der sich auf Geheimdienstinformationen beruft, mehreren Kandidaten für die Europawahl 2024 verdeckt oder heimlich Geld transferiert haben.
VoE hatte seinen Sitz von 2017 bis 2019 in den Niederlanden und von 2023 bis zur Schließung 2024 in Prag (Tschechien). Seit dem 10. April 2024 hat VoE seinen Sitz in Kasachstan. Im Mai 2024 beschlossen die EU-Staaten Sendeverbote gegen Voice of Europe und drei weitere russische Medien.

## Geschichte
Voice of Europe wurde von 2017 bis 2019 aus den Niederlanden betrieben. 
Ein Unternehmer mit Verbindungen zum ultranationalistischen niederländischen Politiker Thierry Baudet bezweckte die Herbeiführung eines Referendums, in dem das Assoziierungsabkommen zwischen der Europäischen Union und der Ukraine abgelehnt werden sollte.
Voice of Europe wurde 2023 neu aufgesetzt und hatte fortan eine Anschrift nahe dem Wenzelsplatz in Prag. Im März 2024 übernahm ein polnischer Geschäftsmann namens Jacek Jakubczyk alle Anteile an dem Unternehmen in der Rechtsform einer tschechischen Gesellschaft mit beschränkter Haftung.

## Inhalt
Das Portal hat Artikel anderer Medien übernommen, insbesondere von Compact, von Unser Mitteleuropa und vom Deutschland-Kurier. Beiträge wurden auf Deutsch, auf Englisch und in vierzehn weiteren Sprachen veröffentlicht.
Der dem Putin-Regime nahestehende Oligarch Wiktor Medwedtschuk soll das Projekt finanziert haben. Das operative Geschäft führte Artem Martschewskyj. Voice of Europe führte Interviews mit Politikern und Akteuren des rechten und rechtsextremen Spektrums, unter anderem mit Geert Wilders, Tommy Robinson und Ann Coulter. 
In Deutschland waren insbesondere Politiker der Alternative für Deutschland (AfD), darunter Maximilian Krah und Petr Bystron, zu Gesprächen auch nach Prag geladen worden. Krah wurde im Dezember 2023 von Beamten des FBI vernommen; sie befragten ihn zu Zahlungen seines Kontakts Oleg Woloschyn. Dessen Smartphone wurde im Sommer 2021 bei einer Reise nach New York City untersucht; Inhalt waren auch Chatnachrichten mit Krah.
Der österreichische EU-Abgeordnete Roman Haider bestätigte im April 2024 ein Interview mit Voice of Europe, und sagte, er habe „weder Geld noch sonstige Leistungen angeboten oder angenommen“.
Die Interviews sollen mit Zahlungen verbunden gewesen sein, wie die tschechische Zeitung Deník N berichtete. 
Mehrere hunderttausend Euro seien entweder bar in Prag übergeben oder in Form von Kryptowährung gezahlt worden. Empfänger der Zahlungen waren demnach Politiker aus Deutschland, Belgien, Frankreich, Ungarn, den Niederlanden und Polen.

## Enttarnung, Sanktionierung und Reaktionen
An der Enttarnung waren mehrere europäische Geheimdienste beteiligt. In Warschau und Tychy wurde nach Durchsuchungen des polnischen Inlandsgeheimdienstes 84.000 Euro Bargeld sichergestellt. 
Die Durchsuchungen stehen in Verbindung mit Ermittlungen gegen ein russisches Spionagenetzwerk.
Die tschechische Regierung unter Ministerpräsident Petr Fiala setzte Voice of Europe sowie die Betreiber Medwedtschuk und Martschewskyj am 27. März auf die Sanktionsliste, weil diese die „territoriale Unversehrtheit, Souveränität und Freiheit der Ukraine infrage“ stellten.
Die Parteivorsitzenden der AfD, Alice Weidel und Tino Chrupalla, forderten am 3. April eine schriftliche Erklärung von Bystron für die gegen ihn erhobenen Vorwürfe.
Am 20. Mai 2025 wurde die Organisation von der EU sanktioniert. Das Vermögen in der EU wurde blockiert, und es ist im Gebiet der EU sowie Staatsangehörigen von EU-Mitgliedsländern untersagt, der Voice of Europe Zahlungen zu leisten.